# Lijst van eilandjes in de Lule-archipel
Dit is een lijst van eilandjes in de Lule-archipel. De eilandjes zijn voornamelijk gelegen in de Zweedse historische regio Norrbotten, in de gemeente Luleå.
- Abborvikgrundet
- Äggrundet
- Ågrundet
- Alskäret
- Antnäs-Börstskäret
- Avasjögrundet
- Bådan
- Bastaskäret
- Båtö-Fröskan
- Båtöharun
- Båtöklubben
- Båtön (Luleå)
- Bergön (Luleå)
- Biskopsgrundet
- Biskopsholmen
- Bjässhällan
- Björkön (Lule-archipel)
- Björkören
- Björkskäret (Kluntarna)
- Blockören
- Bockhällan
- Bockön (Luleå)
- Bockstensrevet
- Bodgrundet
- Bodören
- Borgen (Luleå)
- Börstskärbådan
- Brändavagrundet
- Brändöhamnsrevet
- Brändön
- Brändören
- Brändöskär
- Brännholmsören
- Buketten
- Bullran
- Degerö-Börstskär
- Degerön (Lule-archipel)
- Enagrundet (Luleå)
- Eriksgrundet
- Estersön
- Fågelreven
- Fårön (Luleå)
- Finnskäret
- Fjärdsgrundet (Luleå)
- Fjuksögrundet
- Fjuksökallarna
- Fjuksön
- Flakaskäret
- Fliggen
- Franska stenarna
- Furuholmen (Bockön)
- Furuholmen (Råne)
- Furuholmen (Sandön)
- Germandöhällan
- Germandön
- Germandösten
- Grangrundet
- Granholmen (Råne)
- Granön
- Granön-Äggskär
- Granskäret (Luleå)
- Gråsjälgrundet (Luleå)
- Gråsjälreven
- Gräsögrundet
- Grillklippan (Båtön)
- Grillklippan (Rödkallen)
- Grisselklippan
- Grönnan
- Gubben
- Hällgrundet (Brändöskär)
- Hällgrundet (Luleå)
- Hällhamnsgrynnan
- Hällhamnsklippan
- Hällholmen (Lule-archipel)
- Hällklimpen
- Halsön (Luleå)
- Hamnögrundet
- Hamnön
- Hamnöörarna
- Hansgrundet
- Hästgrunden
- Hästgrundreven
- Hindersö-Fröskan
- Hindersön
- Höghällan
- Hovlössgrönnan
- Husön
- Husören (Tistersöarna)
- Husören (Båtön)
- Innersthällen / Bredhällen
- Inre grundet
- Junköklippan
- Junkön
- Kalixgrundet
- Kälkholmen
- Kallax Svarten
- Kallaxön
- Kallen
- Kasthällan
- Kastören (Luleå)
- Kåtaholmen
- Kåtaholmgrundet
- Kilsgrundet
- Kindskatarevet
- Klasgrönnan
- Klemensskäret
- Klingergrundet (Luleå)
- Kluntarna (Luleå)
- Klyvan
- Klyvgrunden
- Knivören
- Köpmanholmen (Lule-archipel)
- Kortspelagrundet
- Kråkrevet (Småskär)
- Kråkrevet (Brändöskär)
- Krångetören
- Krokabuskgrundet
- Kunoön
- Kunoönhällan
- Kvarnhällorna
- Lågören
- Långholmen (Lule-archipel)
- Långön
- Långörgrundet
- Långrevet
- Laxögrundet
- Laxön
- Laxövattungen
- Lekrevet
- Likskäret (Luleå)
- Lill Båtöklippan
- Lill Bullerskäret
- Lill Henriksgrundet
- Lill Hindersöharun
- Lill Långören
- Lill Sikören
- Lill Svartgrundet
- Lill-Bergögrundet
- Lill-Furuholmen
- Lill-Furuön
- Lill-Hamnskäret
- Lill-Hundskäret
- Lill-Kilholmen
- Lill-Kunoögrund
- Lill-Mannöhällan
- Lill-Renholmsgrundet
- Lill-Risöholmen
- Lill-Skränmåsören
- Lillbjörnen
- Lillhällan
- Lillskorvgrundet
- Linneagrundet
- Lönngrundet (Luleå)
- Lossen
- Lövgrundet (Lule)
- Lövören
- Lulhällan
- Mannön
- Mannöskäret
- Mannövattungen
- Månshällorna
- Megrönnan
- Mjoön (Luleå)
- Mörön
- Mössan
- Mulön
- Musgrundet
- Nagelskäret
- Nätigrundet (Luleå)
- Nördskatagrundet
- Norr-Äspen
- Norr-Tistersön
- Norrbrottet
- Notvikgrunden
- Nygrönnhällan
- Nygrönnrevet
- Örgrundet
- Orrskäret
- Östigrundet
- Östregrundet
- Östreklacken
- Oxgrundet
- Piltreven
- Rafflan
- Råne-archipel
- Renholmen
- Renholmsgrönnan
- Risögrundet
- Risön (Luleå)
- Rödbergsgrunden
- Rödbergsklippan
- Rödkallen
- Rönnören (Luleå)
- Rövaren
- Sandgrönnan
- Sandgrönnorna
- Sandnäshällan
- Sandöbådan
- Sandögrundet
- Sandön (Luleå)
- Sandskär (Luleå)
- Sandskärhällan
- Sandviksreven
- Sigfridsön
- Sikhällan
- Sikören
- Sikörgrunden
- Sikörgrundet
- Sikrevet
- Skagerören
- Skärgrundet
- Skärgrundsflagan
- Skepparskäret
- Skinnaren
- Skogsskäret
- Skorven
- Skutgrundet
- Sladagrundet
- Smålsön
- Småskär
- Smulterskäret
- Sör-Äspen
- Sör-Rengrundet
- Sör-Tistersön
- Sörbrottet
- Sörön
- Spålgrundet
- Stångholmen
- Stångholmgrundet
- Stor Båtönklippan
- Stor Bullerskäret
- Stor Hindersöharun
- Stor Långören
- Stor Svartgrundet
- Stor-Bergögrundet
- Stor-Furuholmen
- Stor-Furuön
- Stor-Hamnskäret
- Stor-Hundskäret
- Stor-Kallgröten
- Stor-Kilholmen
- Stor-Kunoögrund
- Stor-Lönngrundet
- Stor-Mannöhällan
- Stor-Renholmsgrundet
- Stor-Risöholmen
- Stor-Skränmåsören
- Storbrändön
- Storgrönnan
- Storgrundet (Degerö)
- Storgrundet (Hindersön)
- Storgrundet (Rödkallen)
- Storgrundet (Tistersöarna)
- Storhällan
- Storrevet (Luleå)
- Storsandrevet
- Storstengrundet (Luleå)
- Strapögrönnan
- Strapön
- Strömmingsören
- Strömören
- Styrmärkesgrundet
- Svartgrundet (Luleå)
- Svartön (Luleå)
- Svartören
- Svartörsrevet
- Tärngrundet
- Tjuvholmen
- Tomgrundet
- Troppen (Luleå)
- Troppen (Råneå)
- Trutören (Hindersön)
- Trutören (Sandön)
- Trutörgrönnan
- Tvegränaören
- Utlöktesgrundet
- Vallören
- Västangrunden
- Västifjärdgrundet
- Vättarna
- Vattungen (Luleå)
- Vitfågelskäret
- Ytterstgrundet
- Yttersthällan
- Ytterstholmen (Luleå)
- Yttre Sandgrundet (Luleå)
- Yxören